# 賽馬會望東灣旅舍
賽馬會望東灣旅舍（英語：Jockey Club Mong Tung Wan Hostel），是一所位於香港新界大嶼山芝麻灣半島望東灣，由香港青年旅舍協會經營的前旅舍，現已結束營業及荒廢。

## 歷史
賽馬會望東灣旅舍設於望東灣第337約第188號地段，以遠離煩囂為賣點，旅舍於1983年啟用。旅舍佔地約3500平方米，為三棟或七棟兩層高的建築物組成，其以配上白色的外牆和紅色瓦片砌成的三角形屋頂為特色，連接二樓的樓梯設在外面，配有燒烤場地，建築物的設計曾獲「1984年香港建築師學會會長獎」。旅舍提供88個宿位，費用全免，不設電視、電腦，有冷氣機和風扇，而旅舍只有少量地方有電燈照明，目的是要入住者過著簡樸生活。
由於旅舍交通不便，陸路只有芝麻灣郊遊徑連接貝澳，而水路則只能由長洲預約街渡前往望東灣碼頭。而經營者無心經營，旅舍長期只有一位職員維持旅舍運作，設施殘舊，配套欠奉；加上訂位系統混亂、旅舍非全日開放，導致旅舍入住率長期低落，香港青年旅舍協會於2011年以對外宣稱維修的名義關閉旅舍。此後旅舍荒廢，雜草叢生，被形容是廢屋和鬼屋的混合體。在旅舍長期停止運作後，香港政府於2013年收回地皮，旅舍正式結束營業，廢置旅舍則被電影服務統籌科用以給團體申請作拍攝場地。